# Pérdida auditiva ocupacional
La pérdida auditiva ocupacional (OHL, por sus siglas en inglés) es la pérdida auditiva que ocurre como resultado de los riesgos laborales. Puede ser de cualquier tipo, incluido neurosensorial, conductivo o mixto. La gravedad puede variar de leve a profunda. Los casos pueden estar asociados con tinnitus (zumbido en los oídos).
Las causas incluyen la exposición a largo plazo al ruido en industria, la exposición a ciertos productos químicos y lesiones. La causa más común es la exposición a ruido a niveles de al menos 80 a 85 decibelios. Los productos químicos involucrados pueden incluir estireno, tolueno, plomo, mercurio, monóxido de carbono y cianuro de hidrógeno . Las lesiones puede ser debido a una explosión, objetos afilados o chispas de metal que perforan el tímpano. El diagnóstico es mediante audiometría .
Medidas que incluyen leyes que exigen niveles de ruido más bajos; equipo de protección personal, como tapones para los oídos; y la sustitución de productos químicos tóxicos por otros más seguros son eficientes. En los Estados Unidos, organizaciones como la Administración de Salud y Seguridad Ocupacional (OSHA), el Instituto Nacional de Salud y Seguridad Ocupacional (NIOSH) y la Administración de Salud y Seguridad Minera (MSHA) trabajan para reducir los riesgos auditivos a través de la jerarquía de controles.
La pérdida auditiva ocupacional es una de las enfermedades relacionadas con el trabajo más comunes en los Estados Unidos. Al menos el 16 % de la pérdida auditiva significativa en adultos en todo el mundo se debe a exposiciones ocupacionales. Entre las personas que trabajan en los Estados Unidos, representa más de la mitad de los casos. Las industrias con los niveles más altos de pérdida auditiva incluyen minería, manufactura y construcción. A partir de 2016 en los Estados Unidos, el 17 % de los involucrados en la industria en minería, el 16 % de los involucrados en construcción y el 14 % de los involucrados en manufacturera tenían problemas de audición. Los sectores con menos problemas incluyen la policía, los bomberos y los paramédicos con un 7%.